# Лукас, Джон (баскетболист, 1953)
Джон Хардинг Лукас II (англ. John Harding Lucas II; родился 31 октября 1953, Дарем, штат Северная Каролина) — американский профессиональный баскетболист, теннисист и тренер.

## Карьера игрока
Играл на позиции разыгрывающего защитника. Учился в Мэрилендском университете в Колледж-Парке, в 1976 году был выбран на драфте НБА под 1-м номером командой «Хьюстон Рокетс». Лукас играл в НБА в течение четырнадцати лет. Первоначально Лукас играл за «Рокетс» в течение двух лет. Затем выступал за команду «Голден Стэйт Уорриорз». 20 октября 1978 года в составе «Голден Стэйт Уорриорз» Лукас набрал лучшие в карьере 35 очков в победной игре над «Портленд Трэйл Блэйзерс» (111-108). В последнем сезоне в составе «Уорриорз» у Лукаса начались проблемы: он пропустил ряд тренировок, перелетов и игр. «Уорриорз» отстранили Лукаса от игр.
После подписания контракта с «Вашингтон Буллетс» в качестве свободного агента Лукас продолжил пропускать тренировки в «Буллетс». В начале сезона 1982/1983 годов он признался, что пристрастился к кокаину, и прошёл программу реабилитации. В 1983 году «Буллетс» расторгнули с ним соглашение.
Лукас играл в профессиональный теннис и баскетбол в низших лигах. Затем он вернулся в НБА в команду «Сан-Антонио Спёрс», а потом перешёл в «Рокетс». Проблемы с наркотиками продолжали преследовать Лукаса, и «Хьюстон» отстранили его от игр в 1984 году и восстановили лишь в следующем сезоне,  после того, как он прошёл реабилитацию. В 1986 году Лукас вошёл в стартовую пятёрку регулярного сезона «Хьюстон Рокетс». Однако в марте, после провала двух тестов на наркотики, «Рокетс» отказались от Лукаса перед началом плей-офф.
В январе 1987 года «Милуоки Бакс» дали Лукасу шанс, подписав с ним контракт на оставшуюся часть сезона. Лукас отыграл ещё четыре года в НБА. В сезоне 1986/87 он набирал в среднем  17,5 очков. 8 мая 1987 года в сезоне 1986/87 он набрал 30 очков и помог обыграть команде «Милуоки Бакс» «Бостон Селтикс» в третьей игре полуфинала Восточной конференции.
Включался в 1-ю сборную новичков НБА (1977). Два раза подряд включался в 1-ю всеамериканскую сборную NCAA (1975—1976). Всего за карьеру в НБА сыграл 928 игр, в которых набрал 9951 очко (в среднем 10,7 за игру), сделал 2151 подбор, 6454 передачи, 1273 перехвата и 73 блок-шота.
Кроме того, был профессиональным теннисистом. Играл в лиге WTT за клубы «Сан-Франциско Голден Гейтерс» (1976) и «Нью-Орлеан Сан Белт Нетс» (1978), выступил в трёх турнирах серии «Гран-при» и одном «челленджере».

## Карьера в сборной США
В 1974 году Лукас выиграл в составе сборной США бронзовые медали чемпионата мира по баскетболу в Пуэрто-Рико. В 1975 году стал в составе сборной США чемпионом Панамериканских игр в Мехико.

## Карьера тренера
После завершения карьеры тренировал команды «Майами Тропикс» (USBL) (1992, 1993), «Сан-Антонио Спёрс» (1992—1993, 1993—1994), «Филадельфия-76» (1994—1996), «Кливленд Кавальерс» (2001—2003) и сборную Нигерии на чемпионате Африки 2009 года. Кроме того он работал на должности ассистента главного тренера в клубах «Денвер Наггетс» (1998—2001) и «Лос-Анджелес Клипперс» (2009—2010). В 2005 году был тренером теннисной команды «Хьюстон Рэнглерс», игравшей в лиге WTT.

## Статистика

### Статистика в НБА
| Сезон                                                                                    | Команда      | Регулярный сезон | Регулярный сезон | Регулярный сезон | Регулярный сезон | Регулярный сезон | Регулярный сезон | Регулярный сезон | Регулярный сезон | Регулярный сезон | Регулярный сезон | Регулярный сезон | Серия плей-офф | Серия плей-офф | Серия плей-офф | Серия плей-офф | Серия плей-офф | Серия плей-офф | Серия плей-офф | Серия плей-офф | Серия плей-офф | Серия плей-офф | Серия плей-офф |
| Сезон                                                                                    | Команда      | GP               | GS               | MPG              | FG%              | 3P%              | FT%              | RPG              | APG              | SPG              | BPG              | PPG              | GP             | GS             | MPG            | FG%            | 3P%            | FT%            | RPG            | APG            | SPG            | BPG            | PPG            |
| ---------------------------------------------------------------------------------------- | ------------ | ---------------- | ---------------- | ---------------- | ---------------- | ---------------- | ---------------- | ---------------- | ---------------- | ---------------- | ---------------- | ---------------- | -------------- | -------------- | -------------- | -------------- | -------------- | -------------- | -------------- | -------------- | -------------- | -------------- | -------------- |
| 1976/77                                                                                  | Хьюстон      | 82               | -                | 30,9             | 47,7             | -                | 78,9             | 2,7              | 5,6              | 1,5              | 0,2              | 11,1             | 12             | -              | 35,8           | 54,0           | -              | 76,5           | 2,8            | 6,9            | 2,0            | 0,3            | 14,7           |
| 1977/78                                                                                  | Хьюстон      | 82               | -                | 35,8             | 43,5             | -                | 77,2             | 3,1              | 9,4              | 2,0              | 0,1              | 12,4             | Не участвовал  | Не участвовал  | Не участвовал  | Не участвовал  | Не участвовал  | Не участвовал  | Не участвовал  | Не участвовал  | Не участвовал  | Не участвовал  | Не участвовал  |
| 1978/79                                                                                  | Голден Стэйт | 82               | -                | 37,7             | 46,2             | -                | 82,2             | 3,0              | 9,3              | 1,9              | 0,1              | 16,1             | Не участвовал  | Не участвовал  | Не участвовал  | Не участвовал  | Не участвовал  | Не участвовал  | Не участвовал  | Не участвовал  | Не участвовал  | Не участвовал  | Не участвовал  |
| 1979/80                                                                                  | Голден Стэйт | 80               | -                | 34,5             | 46,7             | 28,6             | 76,8             | 2,8              | 7,5              | 1,7              | 0,0              | 12,6             | Не участвовал  | Не участвовал  | Не участвовал  | Не участвовал  | Не участвовал  | Не участвовал  | Не участвовал  | Не участвовал  | Не участвовал  | Не участвовал  | Не участвовал  |
| 1980/81                                                                                  | Голден Стэйт | 66               | -                | 29,1             | 43,9             | 16,7             | 73,8             | 2,3              | 7,0              | 1,3              | 0,0              | 8,4              | Не участвовал  | Не участвовал  | Не участвовал  | Не участвовал  | Не участвовал  | Не участвовал  | Не участвовал  | Не участвовал  | Не участвовал  | Не участвовал  | Не участвовал  |
| 1981/82                                                                                  | Вашингтон    | 79               | 53               | 24,6             | 42,6             | 9,1              | 78,4             | 2,1              | 7,0              | 1,2              | 0,1              | 8,4              | 7              | 0              | 10,6           | 53,8           | 33,3           | 66,7           | 1,1            | 2,9            | 0,4            | 0,1            | 4,4            |
| 1982/83                                                                                  | Вашингтон    | 35               | 0                | 11,0             | 47,3             | 0,0              | 50,0             | 0,8              | 2,9              | 0,7              | 0,0              | 4,1              | Не участвовал  | Не участвовал  | Не участвовал  | Не участвовал  | Не участвовал  | Не участвовал  | Не участвовал  | Не участвовал  | Не участвовал  | Не участвовал  | Не участвовал  |
| 1983/84                                                                                  | Сан-Антонио  | 63               | 39               | 28,7             | 46,2             | 27,5             | 76,4             | 2,9              | 10,7             | 1,5              | 0,1              | 10,9             | Не участвовал  | Не участвовал  | Не участвовал  | Не участвовал  | Не участвовал  | Не участвовал  | Не участвовал  | Не участвовал  | Не участвовал  | Не участвовал  | Не участвовал  |
| 1984/85                                                                                  | Хьюстон      | 47               | 21               | 24,6             | 46,2             | 31,8             | 79,8             | 1,8              | 6,8              | 1,3              | 0,0              | 11,4             | 5              | 4              | 30,4           | 32,5           | 14,3           | 63,6           | 4,2            | 5,4            | 1,2            | 0,0            | 13,6           |
| 1985/86                                                                                  | Хьюстон      | 65               | 65               | 32,6             | 44,6             | 30,8             | 77,8             | 2,2              | 8,8              | 1,2              | 0,1              | 15,5             | Не участвовал  | Не участвовал  | Не участвовал  | Не участвовал  | Не участвовал  | Не участвовал  | Не участвовал  | Не участвовал  | Не участвовал  | Не участвовал  | Не участвовал  |
| 1986/87                                                                                  | Милуоки      | 43               | 40               | 31,6             | 45,7             | 36,5             | 78,7             | 2,9              | 6,7              | 1,7              | 0,1              | 17,5             | 12             | 12             | 30,2           | 45,3           | 33,3           | 81,3           | 2,1            | 5,2            | 1,2            | 0,1            | 15,6           |
| 1987/88                                                                                  | Милуоки      | 81               | 22               | 21,8             | 44,5             | 33,8             | 80,2             | 2,0              | 4,8              | 1,1              | 0,0              | 9,2              | 5              | 0              | 16,0           | 37,0           | 23,1           | 66,7           | 1,6            | 3,8            | 1,0            | 0,0            | 5,8            |
| 1988/89                                                                                  | Сиэтл        | 74               | 8                | 11,4             | 39,8             | 26,5             | 70,1             | 1,1              | 3,5              | 0,8              | 0,0              | 4,2              | 4              | 0              | 9,3            | 29,4           | 0,0            | 50,0           | 0,3            | 2,0            | 0,0            | 0,0            | 2,8            |
| 1989/90                                                                                  | Хьюстон      | 49               | 18               | 19,1             | 37,5             | 29,9             | 76,4             | 1,8              | 4,9              | 0,9              | 0,0              | 5,8              | Не участвовал  | Не участвовал  | Не участвовал  | Не участвовал  | Не участвовал  | Не участвовал  | Не участвовал  | Не участвовал  | Не участвовал  | Не участвовал  | Не участвовал  |
|                                                                                          | Всего        | 928              | 266              | 27,5             | 44,9             | 30,3             | 77,6             | 2,3              | 7,0              | 1,4              | 0,1              | 10,7             | 45             | 16             | 25,2           | 45,1           | 26,1           | 74,6           | 2,1            | 4,9            | 1,2            | 0,1            | 11,2           |
| Наведите курсор мыши на аббревиатуры в заголовке таблицы, чтобы прочесть их расшифровку. |              |                  |                  |                  |                  |                  |                  |                  |                  |                  |                  |                  |                |                |                |                |                |                |                |                |                |                |                |